# Gerhárd Lajos
Gerhárd Lajos, Gerhárd Lajos Kálmán (Budapest, 1886. április 26. – Budapest, VIII. kerület, 1934. február 2.) magyar újságíró, sportújságíró.

## Családja
Gerhárd József és Takács Lujza fiaként született. 1924. szeptember 4-én Budapesten, a Józsefvárosban házasságot kötött Buzássy Máriával, Buzássy János és Urbán Mária lányával.

## Pályafutása

### Játékosként
A legelső diákfutballisták közé tartozott (1897-1905) között, a Törekvés, majd a MAC színeiben küzdött bajnoki és nemzetközi mérkőzéseken. A kor követelményeinek megfelelően több sportágban is jeleskedett. Atléta, majd bokszoló és evezős sportágakban számos versenyben szerepelt értékes sikerrel.

### Újságíróként
Mint szakíró az alábbi munkákat írta, illetve szerkesztette: 
- Ifjúsági testnevelés,
- Mindennapi tízperces testedzés,
- A magyar sport pantheonja.

Éveken át volt a Nemzeti Sport munkatársa, 1921 óta a 8 Órai Újság sportrovatvezetője. (az Off s ide... című rovata közismert.)

## Sikerei, díjai
A Magyar Labdarúgó-szövetség több díjban részesítette.